# La mujer del puerto (pel·lícula de 1934)
La mujer del puerto és una pel·lícula mexicana de drama romàntic estrenada el 1934, dirigida per Arcady Boytler i protagonitzada per Andrea Palma. La pel·lícula es basa en la novel·la Le Port escrita pel francès Guy de Maupassant.

## Sinopsi
Rosario (Andrea Palma), una jove dona, queda desvalguda després de la mort del seu pare i l'engany del seu promès. Decideix abandonar el seu poble Córdoba (estat de Veracruz), per emigrar al port de Veracruz, on es converteix en una enigmàtica prostituta que "ven plaer als homes que venen de la mar". Rosario busca al seu germà perdut. Després d'una nit de passió amb el marí Alberto (Domingo Soler), el destí li revela una cruel i devastadora sorpresa.

## Repartiment
- Andrea Palma com Rosario
- Domingo Soler com Alberto
- Stella Inda com prostituta del cabaret
- Esther Fernández com prostituta del cabaret
- Sofía Álvarez com prostituta del cabaret
- Julieta Palavicini com dona amb el promès de Rosario.

## Comentaris
Entre les imatges inoblidables del cinema mexicà, la figura d'Andrea Palma recolzada lànguidament en la polleguera d'una porta mentre Lina Boytler canta "venc plaer als homes que venen de la mar..." ha aconseguit proporcions mítiques. Aquest moment gairebé màgic sobrepassa a una pel·lícula més aviat irregular, amb moments magnífics (com el carnestoltes que es desenvolupa en contrapunt al funeral del pare de Rosario) i altres francament malmesos (com les intervencions dels còmics al cabaret).
Enmig queda un film curiós que va aconseguir aviat la categoria de clàssic del cinema mexicà. Des de la seva estrena, la crítica va assenyalar l'excepcionalitat de La mujer del puerto dins de l'escassa producció nacional dels primers anys del cinema sonor.
Com Santa (1932), La mujer del puerto protagonitzada per una prostituta, subgènere del melodrama mexicà sense equivalent en altres cinematografies nacionals. Aquest personatge incorpora al seu drama elements propis de la moralitat catòlica, com la culpa, el pecat original, la contraposició a la maternitat santificada pel matrimoni i la necessitat de sacrifici com a mitjà d'expiació. Aquestes dones encarnen una complexa xarxa d'arquetips arrelats en la tradició i els costums socials de Mèxic.
El gènere, amb petites variacions, ha romàs vigent fins als nostres dies. Part de l'èxit popular aconseguit recentment per El callejón de los milagros (1995) de Jorge Fons radica en la semblança entre la història d'Alma (Salma Hayek) i la dels seus notables antecessores. En això de "vendre car el seu amor" les prostitutes del cinema mexicà es continuen "pintant soles".
Amb un èxit inferior a l'original, s'han realitzat dues noves versions d'aquesta cinta al Cinema mexicà. La primera el 1949, dirigida per Emilio Gómez Muriel i protagonitzada per la rumbera cubana María Antonieta Pons. La segona el 1991, dirigida per Arturo Ripstein i protagonitzada per Patricia Reyes Spíndola.

## Enlalaços externs
- La mujer del puerto a YouTube